# Villada
Villada és un municipi de la província de Palència, a la comunitat autònoma de Castella i Lleó.

## Demografia
| 1991 | 1996 | 2001 | 2004 |
| ---- | ---- | ---- | ---- |
| 1473 | 1400 | 1253 | 1200 |